# 12식 지대함 미사일

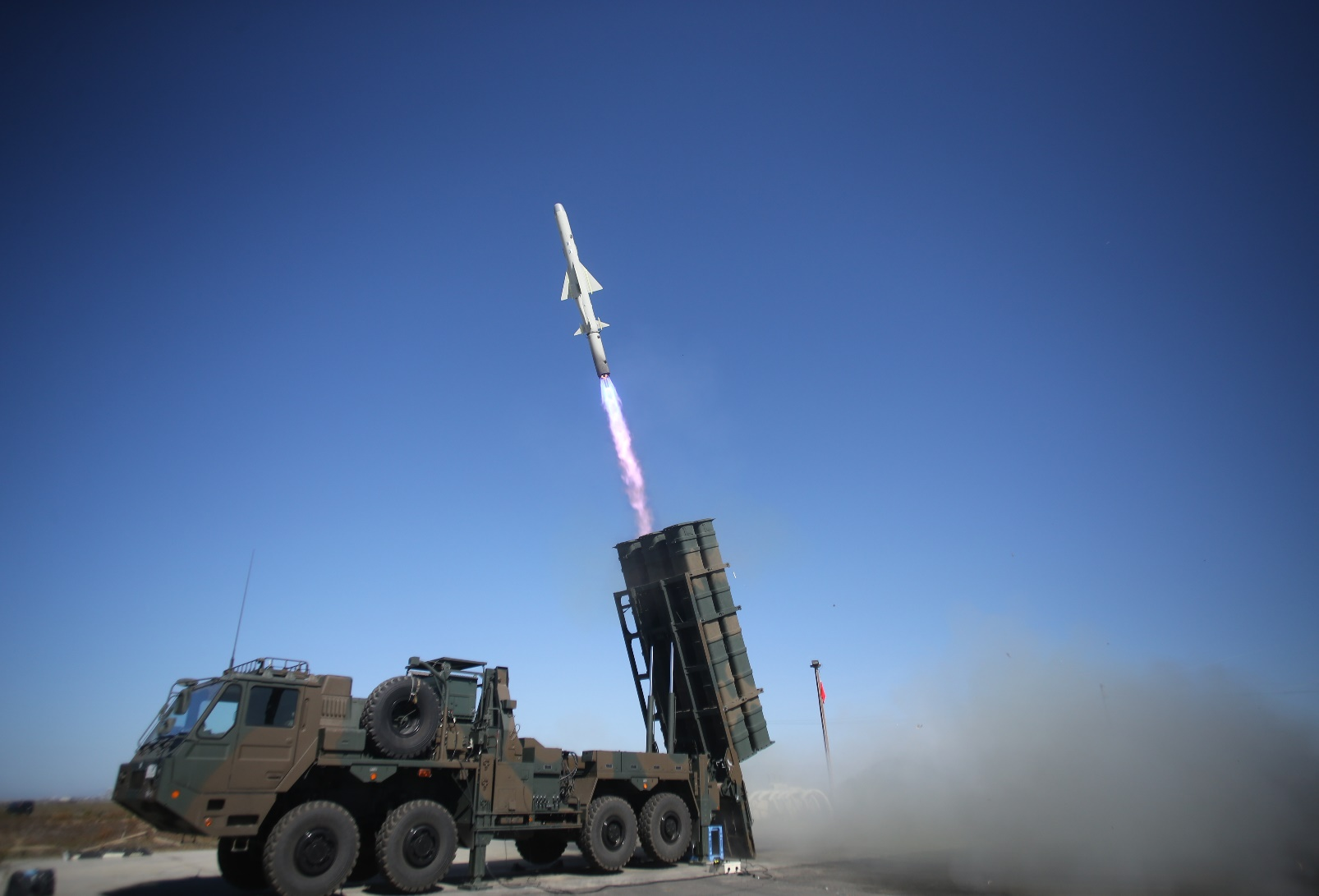
발사장면

12식 지대함 미사일(12式地対艦誘導弾)은 일본에서 개발된 지대함 미사일이다.

## 역사
트럭을 이용한 지대함 유도탄 발사체로서 2012년도에 일본이 개발했으며, 88식 지대함유도탄을 기반으로 개발했다. INS 유도와 GPS 유도를 동시에 사용하기 때문에 표적 명중률이 매우 높으며, 최대 사거리는 200km에 달한다.
1982년, 미국이 BGM-109C 토마호크 미사일을 실전배치했다. 재래식 탄두를 사용하며, 사거리 1700 km이다.
2012년 4월 19일, 이명박 대통령이 ADD를 방문, 최초로 현무3C를 공개했다. 국방과학연구소(ADD)가 2010년 현무-3C 개발에 성공하면서 한국은 미국, 러시아, 이스라엘에 이어 사거리 1500 km 순항미사일을 보유한 4번째 국가가 됐다.
2021년 9월 13일, 북한은 11일과 12일에 사거리 1500 km 신형 장거리 순항미사일 시험발사에 성공했다고 밝혔다. 북한 중장거리 순항미사일 참조. 고이즈미 유이(小泉悠) 도쿄대 첨단과학 기술센터 특임 조교수는 이번 미사일에 대해 "주요한 표적은 일본, 특히 일본에 주둔하는 미군 기지 등이 될 것이 아니겠냐"고 14일 보도된 현지 공영방송 NHK와의 인터뷰에서 말했다. 그는 "한국을 공격하려면 (사거리가) 500 km에서 800 km이면 충분하다. 북한에서 1500 km라면 한반도 외부가 목표가 된다"면서 북한이 굳이 러시아나 중국을 염두에 두고 미사일을 개발했을 가능성이 낮은 점 등을 거론하고서 이같이 언급했다.

## 개량형
2021년 12월 2일, 일본 방위성은 미쓰비시중공업이 개발 중인 순항미사일 '12식 지대함유도탄' 사거리를 1000 km 이상으로 늘려 2020년대 후반까지 배치할 방침이다. 지상 배치형은 2025년까지 실용화 준비를 끝내고, 함정 탑재형은 2026년, 전투기 탑재형은 2028년에 시험 제품을 만든다는 계획이다. 개발비는 총 1000억 엔(약 1조400억 원)이다. 일본 본토에서 중국 베이징까지 거리는 1500 km이다.
2022년 12월 1일, 일본 <요미우리신문>은 방위성이 약 5조엔(47조원)을 투입해 육·해·공에서 발사하는 미사일 10종 이상을 보유한다는 개발 계획을 세웠다고 보도했다. 이 계획의 중심은 자위대의 ‘12식지대함 유도탄’ 의 사정거리를 늘리는 개량이다. 방위성은 이 미사일의 사거리를 현재의 약 200㎞에서 900~1500㎞로 대폭 늘리는 작업을 하고 있다. 이 미사일은 원래 지상에서 발사하는데 함정 및 항공기에서도 쏠 수 있게 개량할 계획이다. 지상 발사형은 2026년 이후 배치될 전망이다.

## 비교
| 비교     | 12식   | 12식 개량형         | 하푼       | 토마호크   | 해성         | 현무-3     |
| 사거리   | 200 km | 1,500 km            | 280 km     | 1,700 km   | 180 km       | 1,500 km   |
| 길이     | 5 m    | 9.1 m               | 4.6 m      | 6.25 m     | 5.46 m       | 6.2 m      |
| 무게     | 700 kg |                     | 691 kg     | 1,440 kg   | 792 kg       | 1,500 kg   |
| 엔진추력 |        | 300 kgf(661 파운드) | 600 파운드 | 700 파운드 | 1,000 파운드 | 800 파운드 |
| 탄두중량 | 270 kg |                     | 221 kg     | 450 kg     | 250 kg       | 500 kg     |

## 체계 구성
- 수색 표적 레이다 장치 : 2개 (1/2t 트럭에 탑재)
- 중계 장치 : 1개 (전술)
- 지휘 통제 장비 : 1개(3 1/2t 트럭에 적재)
- 사격 관제 장치 : 1개(전술)

- 발사기 탑재 :차량 1-4량(1량당 유도탄 6 발)
- 탄약 운반 차 : 1-4량(1량당 유도탄 6 발)

## 특징
이 시스템은 이전의 88식 지대함유도탄 보다 많은 이점이 생겼다.

### 사격과 관련된 능력 향상
- 목표 정보 업데이트 능력 향상
- 목표 대소 판별 능력과 지휘 통제 기능의 향상
- 명중 점의 격차 감소
- 다시 장전 시간 단축

### 잔존 향상
- 동시 탄착 기능의 고정밀화
- 고사 각도에서 발사가 가능
- 지형 추종 기능 향상

### 수명주기 비용의 억제
또한, 유도에 대해서는 기존의 관성 유도(중간) + 액티브 레이다 호밍(종말) 외에도 중간 유도에 GPS 유도가 추가됐다.

## 조달 및 배포
예산 계상 첫해가 되는 헤이세이 24년도 예산에서 발사기 차량 및 유도탄의 예산이 계상되어 있으며, 육자대 포병부와 육자대 무기학교에 교육,정비사 육성용으로 1량씩 배치되었다.
| 예산 계상 연도           | 조달 수                |
| ------------------------ | ---------------------- |
| 헤이세이 24년도 (2012년) | 발사기 차량 2량        |
| 헤이세이 24년도 (2013년) | 발사기 차량 4량        |
| 헤이세이 24년도 (2014년) | 발사기 차량 16량       |
| 헤이세이 24년도 (2015년) | 발사기 차량 0량        |
| 헤이세이 24년도 (2016년) | 1식                    |
| 헤이세이 24년도 (2017년) | 1식                    |
| 헤이세이 24년도 (2018년) | 1식                    |
| 총합                     | 발사기 차량 22량 + 3식 |

2013년 8월의 2013년도 후지 종합 화력 연습의 장비 전시에서 발사기 차량(공시품)이 처음 공개됐다. 2015년 8월의 2015년도 후지 종합 화력 연습에서 포병 교도대 제 6중대 배포 발사기 차량이 처음으로 참가했다. 또한 2016년 9월의 서부 방면 포병 부대의 기념 행사 및 서부 방면대 행사 정보 보는 중 행진에 제 5 지대함 미사일 연대 소속 차량이 참가하고 있다.

## 파생형

### 17식 함대함 유도탄
2013년도(헤이세이 25년도)부터 2017년도(헤이세이 29년도)에 걸쳐 90식 함대함유도탄의 후속장비인 17식 함대함유도탄이 개발됐다. SSM-1B에 비해 사거리 연장 유도 정밀도의 향상, 목표 정보의 업데이트 기능 추가를 도모한다. 총 개발 비용 전망은 약 57억엔.

### 12식 지대함미사일Kai와 신형 초계기용 공대함미사일
또한 2017년도(헤이세이 29년도)부터 2022년도까지 새로운 함대함유도탄(17식 함대함유도탄)을 기반으로 개선된 12식 지대함유도탄(Kai) 및 91식 공대함유도탄의 후속장비인 초계기용 신형 공대함유도탄도 개발될 예정이다.

## 같이 보기
- 88식 지대함유도탄
- 93식 공대함유도탄
- 80식 공대함유도탄